# Eublemma angulata
Eublemma angulata är en fjärilsart som beskrevs av Butler 1882. Eublemma angulata ingår i släktet Eublemma och familjen nattflyn. Inga underarter finns listade i Catalogue of Life.